# Jean-Luc Moreau (universitaire)
Pour les articles homonymes, voir Jean-Luc Moreau.
Jean-Luc Moreau, né à Tours le 2 octobre 1937, est un poète, universitaire et traducteur français.

## Biographie
Il est également administrateur de la Maison de Poésie (Fondation Émile Blémont) depuis 1987. Nombre de ses poèmes ont été mis en musique.

### Parcours universitaire
- Licence de russe (1957)
- Diplômes de l'École des Langues orientales en hongrois, polonais, russe (1957), albanais (1960)
- Agrégation de russe (1963)
- Assistant de russe à la faculté des lettres de Lille (1963-1967)
- Professeur de langues finno-ougriennes (hongrois, finnois, estonien) à l’Institut national des langues et civilisations orientales (1967-2007)
- Docteur honoris causa des universités de Joensuu  (1989), Turku (1995) et Pécs (2005)
- Professeur honoris causa de l'université d'Ijevsk (république d'Oudmourtie, fédération de Russie)

### Poèmes
- Moscovie, Nicolas, Niort, 1964
- Sous le masque des mots, Quithièges, 1969
- L'arbre perché, Éditions ouvrières, Enfance Heureuse, Paris, 1980
- L’écureuil, 1980
- La bride sur le cœur, Maison de Poésie, 1990
- Devinettes (sur des images de Louis Constantin) collection Fleurs d'encre, Hachette jeunesse, 1991
- Poèmes de la souris verte, collection Fleurs d'encre, Hachette jeunesse, 1992, 2003, 2010
- Poèmes à saute-mouton (illustrations de Marie-Aude Waymel, collection Fleurs d'encre, Hachette jeunesse 2003 ; deuxième édition, ibid. 2010 )
- Donne ta langue au chat, Hachette Livre/Gautier-Languereau, 2005
- Dans ma famille, Hachette Livre/Gautier-Languereau, 2005 ; réédité dans la série Les petits Gautier, 2008
- Poèmes pour mon bébé, (librement inspirés de poèmes en finnois de Johanna Venho, illustrés par Anne Peltola), Hatier 2009
- La Mygale et l'Agami

### Récits
- Victor et Séraphine (illustrations de Lise Le Cœur, Renard-Poche, L'École des loisirs, 1982)
- Un fauteuil à dormir debout, et autres histoires (couverture de Serge Bloch), La Farandole, 1988
- Mimi et le dragon, illustrations de Domnok, Éditions Milan, collection Zanzibar, 1988
- L’extravagante  histoire du 24 bis décembre, suivi de Le Chat de la mère Michel, illustrations de Benoît Debecker, Hachette, 1995
- Quel filou ce renard ! (illustrations de Nicolas Debon), Classiques du Père Castor, Flammarion, 2006. réédité dans Petites histoires du Père Castor. Mes animaux préférés, Père castor, 2009
- Les Maléfices de Barbeverte, illustrations de Vincent Balas, Contes multicolores, Hatier 2010
- Père Noël, tu l'as échappé belle, illustrations d'Elodie Balandras, Delatour France, 2015

### Anthologies
- Le Pouvoir du chant, Anthologie de la poésie populaire des peuples ouraliens (en collaboration avec Péter Domokos, avant-propos de Georges-Emmanuel Clancier), Corvina, Budapest, 1980).
- La Russie et l'Union soviétique en poésie (collection Folio Junior en Poésie, Gallimard, 1983).
- Poèmes de Russie, Éditions ouvrières, 1985  (ISBN 2-7082-26479)
- Poèmes et chansons de Hongrie, Éditions ouvrières, Enfance Heureuse, 1988,  (ISBN 2-7082-25340)

### Essai
- La Liberté racontée aux enfants, Éditions ouvrières, Enfance Heureuse, 1988  (ISBN 2-7082-24859)

### Livrets
- Vous aviez dit Carmen ? musique de Julien Joubert, pour chœur d'enfants et piano. Créé en 2014 avec les classes de CM1 et CM2 de l’école des Noyers de Sucy-en-Brie. La musique de Léonie,  2014.
- Heureux qui comme Alice, fresque poétique, musique de Julien Joubert sur des poèmes de Jean-Luc Moreau, créée en 2014 par la Cigale de Lyon.  La musique de Léonie,  2014.
- Thésée 1, L'Enfance de Thésée, musique de Julien Joubert, pour solistes et chœur à 4 voix mixtes, créé à Castres et à Burlats en 2015 par les chœurs du Moulin des Sittelles. La musique de Léonie,  2015.
- Thésée 2, Le Minotaure ou Même pas peur. musique de Julien Joubert, comédie musicale pour enfants, créée à Beaune-la-Rolande à l'issue d'un stage de comédie musicale pour les 8-13 ans. La musique de Léonie,  2015.
- Thésée 3, Ariane ou le Retour à Athènes, musique de Julien Joubert, comédie musicale pour adolescents créée et chantée avec les 2 premiers volets de la trilogie par la maîtrise de Radio France, les 7 et 8 avril 2018. La musique de Léonie, 2018.
- Boucle d'or et les trois ours, d'après le conte de Robert Southey, texte de Jean-Luc Moreau, musique de Julien Joubert. La musique de Léonie,  2016.
- Le Renard volant, conte musical, créé à Beaune-la-Rolande en 2017 par les stagiaires de La musique de Léonie.

### Linguistique
- Parlons oudmourte. Une langue finno-ougrienne, un peuple d’Europe. L’Harmattan, 2009.

### Traductions

#### Du hongrois
- Marche forcée, Miklós Radnóti, Poèmes suivis de Le mois des Gémeaux traduit du hongrois et présenté par Jean-Luc Moreau. Paris, Phébus, 1999.
- Néronissime, ou l'empereur s'amuse, pièce de Miklós Hubay (première édition : P.J.Oswald, collection Théâtre hors la France, 1975; deuxième édition, augmentée de L'école des génies: Publications orientalistes de France, collection D'étranges pays, 1985).
- L’Empire des songes, Miklós Hubay, Drames, tome 1 (Eux savent ce qu'est l'amour, L'Empire des songes, l’École des Génies), Académie Littera Nova, Budapest, 2000).
- Que le vent vous emporte, Miklós Bánffy, Phébus (Paris) - 2006  (ISBN 2-7529-0198-4), Phébus libretto, Libella 2010
- Vous étiez trop légers, Miklós Bánffy, Phébus (Paris) - 2004   (ISBN 2-85940-996-3), Phébus libretto, Libella 2010
- Vos jours sont comptés, Miklós Bánffy, Phébus (Paris) - 2002   (ISBN 2-85940-825-8), Phébus libretto, Libella 2011
- La Fièvre de l'aube, Péter Gárdos,  éditions Robert Laffont, 2016

#### De l’estonien
- Jaan Kross, Le Fou du tzar, éditions Robert Laffont, 1989
- Jaan Kross,  Le Départ du professeur Martens, éditions Robert Laffont
- Jaan Kross, La Vue retrouvée, éditions Robert Laffont,1993
- Jaan Kross, L’Œil du grand Tout, éditions Robert Laffont, 1997
- Jaan Kross, Motacilla, in Les Hirondelles, recueil de nouvelles estoniennes réunies par Antoine Chalvin, Presses universitaires de Caen, 2002
- Doris Kareva, La Forme du temps, poèmes choisis et traduits par Antoine Chalvin et Jean-Luc Moreau, éditions Delatour France 2016.

#### Du finnois
- Kanteletar,  P.J. Oswald, 1972. Deuxième  édition, bilingue,  augmentée de nouveaux poèmes et précédée d'une nouvelle préface, Passerelles en Poésie, éditions Paradigme, 2018.
- Poèmes de Katri Vala, Publications orientalistes de France, collection D'étranges pays, 1973
- Hiltu et Ragnar (Hiltu ja Ragnar, 1981), Frans Eemil Sillanpää, 2e édition revue et corrigée: Office franco-norvégien, Université de Caen 1994
- Jean le Pérégrin (Nuori Johannes, 1981), Mika Waltari, Phébus (Paris), 1992, Phébus Libretto 2005
- Danse parmi les tombes (Tanssi yli hautojen), Mika Waltari, Phébus (Paris), 1994
- Boucle d’Or  (Kultakutri, 1981), Mika Waltari, Phébus (Paris), 1997

### Du russe
- Quand Toutou se carapate… poèmes de Mikhail Iasnov (illustrations de Sacha Poliakova), Hachette Livre/Gautier-Languereau, 2006

## Distinctions diverses
- Prix Ronsard (d), 1963
- Grand Prix de la ville de Châteauneuf-du-Pape, 1966
- Prix Paul-Jean Toulet (d), 1970
- Prix Verlaine (d) de la Maison de Poésie (d), 1973
- Prix Fernand-Dauphin (d) de la Maison de Poésie (d), 1976
- Prix du Cerf-Volant, 1977
- Prix Paul-Damarix (d), 1979
- Prix de la qualité (Minőségi Díj)[1]
- Prix Tibor-Déry (Budapest), 198?
- Grand Prix de la Maison de Poésie (d), 1985
- Prix Tristan-Tzara (SGDL), 1986
- Prix Via Estica (Tallinn), 1991
- Prix d'État de la traduction, 1994 [2]
- Prix Mirabilia, 1995
- prix Milán-Füst (d), 2001 [3]
- Prix Tristan-Derème (d), 2003
- Erdélyi Magyar Irók ligája Méhes György-nagydíja, Kolozsvár (Cluj), 2008
- Croix de la Terra Mariana (Estonie), 2001
- Balassi Bálint-emlékkard (d) (Hongrie), 2013